# Huizi
Huizi是墨西哥墨西哥州首府托卢卡市的公共自行车系统，于2015年11月17日投入營运。

## 历史
2014年，托卢卡市政府根据外部咨询机构为其出具的一份人居环境改造计划中所提出的相关意见，制定了名为“生态区域”（西班牙語：Eco Zona）的总体规划，拟在该市历史中心及商业活动核心区规划一片约2.8平方公里的区域，通过控制在该区域内的车辆流通，并设置公共自行车服务等手段，引导民众采用绿色出行方式，从而促进该地区的环境质量改善。
2015年11月17日，命名为Huizi的公共自行车系统在该“生态区域”内正式投运。墨西哥环境及自然资源部下属的“气候基金”及托卢卡市政府累计斥资3,500万墨西哥比索，为该系统设置了26个站点，总计投放350辆自行车。系统采用加拿大一家公司为其提供的技术方案，用户可在Huizi的官方网站或办公室进行免费登记注册并绑定信用卡，领用自行车取用卡后使用该服务。
仅在该系统投运数月后，其便开始面临运营方面的问题。2016年4月，新任托卢卡市市长费尔南多·萨摩拉推出另一项名为“托卢卡单车出行”（西班牙語：Toluca en Bici）的服务，额外投放了不属于该系统的1,000辆公共自行车免费供民众使用，且采用更为宽松、便捷的借取及归还方式，导致Huizi的竞争力降低。同年11月，在该市市长的一则通讯当中，其承认托卢卡市拖欠该系统的技术方案提供商1,200万墨西哥比索的费用，并因此导致该提供商暂停提供运维服务，Huizi系统一度陷入瘫痪，停运达数月之久。
2017年，托卢卡市政府宣布其已支付部分技术方案提供商的欠款，恢复了Huizi系统的运营，但系统中仍有部分站点无法提供服务。根据该市政府披露的数据显示，至2017年11月，Huizi系统仅有246名注册用户，自运营启动以来累计使用次数3,460次，较开通之时的800余名注册用户出现断崖式下跌。有分析称，该系统划定的使用区域内公车横行的状况导致用户对自行车出行存在恐惧，且“生态区域”中数条干道是公交车辆的主要经行路段，不具备自行车上路的条件。
2019年11月，在Huizi系统投入运营四周年之际，该市政府宣布彻底结清此前拖欠数年的服务商款项，系统26个站点全部正常运行，同时计划将服务范围扩大到9.5平方公里的区域内，优先移位部分站点至托卢卡“大学城”（西班牙語：Ciudad Universitaria）附近，为墨西哥州自治大学地区出行的学生群体提供便利。
2020年4月，受到2019冠状病毒病疫情所造成的影响，为控制市区内人员流动，托卢卡市政府暂停了Huizi系统的服务。

## 系统
截至2019年，用户可在Huizi设在托卢卡市中心普卢塔尔科·冈萨雷斯街的办公室凭墨西哥选民身份证进行注册并开通账户，年服务费为333墨西哥比索，接受信用卡、借记卡及现金支付。